# اگنیرز
اگنیرز (به فرانسوی: Agnières) یک کمون در فرانسه است که در پا-دو-کاله واقع شده‌است.

## خصوصیات
اگنیرز ۳٫۲۵ کیلومترمربع مساحت و ۲۳۰ نفر جمعیت دارد و ۹۰ متر بالاتر از سطح دریا واقع شده‌است.